# Carlos González Serna
Carlos González Serna (Elche, 10 de marzo de 1965) es un político español y alcalde de Elche desde junio de 2015 hasta junio de 2023 (alcalde en funciones desde el 29 de mayo de 2023) y miembro del PSPV-PSOE. Anteriormente fue portavoz municipal del PSPV-PSOE en el ayuntamiento de Elche de 1994 a 2004 y diputado en el Congreso de los Diputados por Alicante desde 2004 hasta 2011.

## Carrera política
Carlos González es abogado de profesión. Ingresó en el PSPV-PSOE en 1986. En 1995, con la llegada de Diego Maciá a la alcaldía de Elche se convirtió en teniente de alcalde, concejal de Tráfico y portavoz municipal del Grupo Municipal Socialista en el ayuntamiento ilicitano. Era miembro de la Comisión Ejecutiva Local del PSOE en Elche desde el año anterior. En las elecciones generales de 2004 fue elegido como diputado por las listas del PSPV-PSOE por Alicante. Fue reelegido en las elecciones generales de 2008, y dejó el Congreso de los Diputados en 2011.
En septiembre de 2014, tras un tiempo alejado de la política activa, y dedicado al ejercicio profesional del Derecho, decidió presentarse a las elecciones primarias del PSPV-PSOE para elegir al candidato socialista a la alcaldía de Elche. Las primarias se celebraron el 19 de octubre de 2014. Carlos González, que había sumado el apoyo de última hora de uno de los candidatos, José Pérez 
se proclamó ganador, obteniendo el 48'87% de los votos, frente al 30'32% de Ramón Abad y el 20'32% de María Dolores Asencio. Tras las elecciones municipales de 2015, y pese a perder por un concejal frente al PP se convirtió en el alcalde ilicitano tras lograr el apoyo de Compromís, con 4 concejales, y de Ilicitanos por Elche, con 2. Su toma de posesión se produjo el 13 de junio de 2015.

## Cargos anteriores
- Teniente de alcalde en el ayuntamiento de Elche desde 1995 a 2004.
- Portavoz municipal del Grupo Municipal Socialista en el ayuntamiento de Elche desde 1995 a 2004.
- Concejal de Tráfico en el ayuntamiento de Elche desde 1995 a 2004.
- Miembro de la Comisión Ejecutiva Local del PSOE en Elche desde 1994 a 2004.
- Diputado en el Congreso de los Diputados por la provincia de Alicante desde 2004 a 2011.